# Ghigo III d'Albon
Ghigo III d'Albon, in lingua francese Guigue IIIème d'Albon (tra il 1050 e il 1060 – 21 dicembre 1133), fu conte di Albon dal 1079 al 1133.
Era figlio di Ghigo II d'Albon e di Petronilla di Royans. Divenuto signore di Albon, fu il primo degli Albon ad assumere il titolo di conte d'Albon.

## Biografia
Il suo regno fu dominato dalla lotta continua condotta contro il vescovo di Grenoble, sant'Ugo di Grenoble, sui territori del Grésivaudan che gli Albon avrebbero sottratto alla diocesi, con l'aiuto del vescovo Mallen. Un accordo venne infine raggiunto nel 1099, quando Ghigo accettò di cedere alla diocesi le chiese e le decime dei territori contesi in cambio del riconoscimento dell'autorità temporale degli Albon a Grenoble e nella sua regione.
Nel 1095 Ghigo sposò Matilde dalla quale ebbe cinque figli
- Ghigo, suo successore come conte d'Albon
- Umberto († 1147), divenuto prima vescovo di Le Puy-en-Velay e quindi arcivescovo di Vienne
- Gersenda, andata sposa a Guglielmo III d'Urgel († 1129), conte di Forcalquier
- Matilde d'Albon, andata sposa verso il 1135 ad Amedeo III, conte di Savoia.
- Beatrice, nata verso il 1100, andata sposa a Josserand de Die (1095 circa – 1147 circa)